# Anabases
Pour les articles homonymes, voir Anabase.
Anabases. Traditions et réceptions de l’Antiquité est une revue scientifique portant sur la réception de l'Antiquité. Créée en 2005 par l’équipe de recherche PLH-ERASME (Université Toulouse II-Le Mirail), cette revue semestrielle répond à un projet scientifique qui fait de l’Antiquité un objet de dialogue culturel. Elle s’inscrit dans le champ des Reception Studies, bien implantées dans le monde anglo-saxon, allemand et italien. Anabases se veut une revue transversale et comparatiste, à trois niveaux : entre les disciplines, entre les aires culturelles et entre les périodes.

## Publication
La revue est semestrielle. Les anciens numéros sont disponibles en texte intégral sur le site OpenEdition Journals, tandis que les numéros les plus récents ne sont présentés que sous forme d'extraits.

## Contenu
La revue Anabases comprend six sections :
1. Historiographie et identités culturelles : quel est l'apport de l'Antiquité dans la construction des identités culturelles, dans le discours historiographique et politique ?
2. Traditions du patrimoine antique traite les questions de transmission et de réception des textes, de formation et de fonctionnement des autorités, de mise en valeur du patrimoine artistique, etc.
3. Archéologie des savoirs, sur la manière dont des disciplines ou des savoirs spécialisés se construisent en rapport avec l'Antiquité, sur les réseaux de savants, le rôle des institutions, etc.
4. Actualités et débats : en écho à un événement culturel, une publication récente, une controverse, une rencontre avec un grand savant, etc.
5. L'atelier de l'histoire : brefs bulletins présentant des recherches ou des thèses en cours, des ressources nouvelles, des initiatives, des projets scientifiques, etc.
6. Comptes rendus d'ouvrages récemment parus dans toutes les langues.

Parmi les sujets publiés par Anabases, on peut citer :
- un dossier sur « La nation et l'Antiquité » (no 1, 2005)[2] ;
- un entretien inédit avec Jean-Pierre Vernant (nos 7 et 8, 2008)[3] ;
- un dossier intitulé « La chaîne du savoir. Filiations et parcours intellectuels dans les Sciences de l'Antiquité » (no 10, 2009)[4] ;
- un entretien avec Maurice Sartre (no 13, 2011)[5] ;
- un dossier sur « Les antiquisants français au XXe siècle : parcours d'historiens engagés » (no 15, 2012)[6] ;
- un inédit de Michel Foucault sur la parrhêsia en Grèce ancienne (no 16, 2012)[7].